# Соболев, Василий Сергеевич
Василий Сергеевич Соболев (01.12.1899 — 30.07.1969) — директор Коминтерновской МТС Одесской области, Герой Социалистического Труда (26.02.1958).
Родился 1 декабря 1899 года в селе Кордон (ныне Лиманского района Одесской области).
Окончил 5 классов Кордонской семилетней школы.
В ноябре 1919 года добровольно вступил в РККА, был зачислен орудийным номером в 403-й стрелковый полк. Уволился из армии 10 мая 1922 года и вернулся в родное село.
В середине 1930-х гг. председатель рыбколхоза в селе Кордон. В ноябре 1937 года назначен директором Коминтерновской машинно-тракторной станции.
С августа 1941 года в эвакуации в Саратовской области, до ноября 1943 года работал директором совхоза имени Фрунзе Марксовского района.
В марте 1944 приехал в село Петровка Коминтерновского района и был назначен директором Коминтерновской машинно-тракторной станции (МТС).
В 1945 году поступил в Петровский сельскохозяйственный техникум, где заочно получил специальность агронома.
Указом Президиума Верховного Совета СССР от 26 февраля 1958 года за особые заслуги в развитии сельского хозяйства и достижение высоких показателей по производству зерна, сахарной свёклы, мяса, молока и других продуктов сельского хозяйства и внедрение в производство достижений науки и передового опыта присвоено звание Героя Социалистического Труда.
С июня 1958 года, после реорганизации МТС, — директор созданной на её базе Петровской районной тракторной станции (РТС).
С 1 января 1961 года — на пенсии. Жил в селе Петровка. Умер 30 июля 1969 года.
Награждён орденом Трудового Красного Знамени (28.10.1967), медалями.